# Sonia Robertson
Sonia Robertson   (Burnham Market, 2 de juny de 1947) fou una jugadora d'hoquei sobre herba zimbabuesa que va competir durant la dècada de 1970.
El 1980 va prendre part en els Jocs Olímpics de Moscou, on guanyà la medalla d'or en la competició d'hoquei sobre herba. La seva germana bessona, Sandra Chick, també fou membre d'aquest equip.